# Attentat de l'hôtel Marriott d'Islamabad
Cet article concerne l'attentat au Pakistan. Pour les attentats ayant touché l'hôtel Marriott de Jakarta en Indonésie, voir Attentat de Jakarta du 5 août 2003 et Attentats de Jakarta du 17 juillet 2009.
Cette page se comprend mieux avec la lecture de Insurrection islamiste au Pakistan.
L’attentat de l'hôtel Marriott d'Islamabad, au Pakistan, a eu lieu le 20 septembre 2008. Il a fait 55 morts, dont 2 Américains, 1 Vietnamien et l'ambassadeur de la République tchèque au Pakistan, et 266 blessés selon un bilan communiqué par la police.
L'attentat, un des plus meurtriers perpétrés au Pakistan, a été revendiqué le 22 septembre par un groupe appelé les Fedayin de l'Islam. Il survient dans un contexte de violences des semaines précédentes à la suite des offensives de l'armée contre l'insurrection islamiste dans le nord-ouest du pays.

## Hôtel Marriott
L'hôtel Marriott est l'un des deux hôtels les plus fréquentés par la communauté internationale à Islamabad. Il compte une capacité de 290 chambres et six restaurants sur six étages et situé au pied des collines de Margalla, dans le centre de la capitale pakistanaise.
Il est fréquenté par une nombreuse clientèle d'étrangers, d'hommes politiques pakistanais et des hommes d'affaires.
Il avait déjà été la cible d'un attentat en janvier 2007 qui avait coûté la vie à deux personnes.

## Détails de l'attentat
Une explosion de forte puissance s'est produite vers 20 h (heure locale) (14 h GMT) à l'heure de pleine affluence des restaurants et de la rupture du jeûne du Ramadan, lorsqu'un camion chargé d'explosifs, conduit par un kamikaze, a enfoncé les barrières disposées devant l'entrée principale de l'hôtel Marriott d'Islamabad. L'explosion a creusé un énorme cratère de 10 mètres de profondeur en face du bâtiment principal de l'hôtel.
Devant l'hôtel une vingtaine de voitures ont été détruites par la déflagration, entendue dans toute la ville. La bombe a fait voler en éclats les vitres et les portes de plusieurs villas du centre-ville.
Selon un journaliste de l'AFP, à l'intérieur de l'hôtel des clients qui dînaient lors de l'attentat ont raconté que les plafonds de la salle à manger et du hall d'entrée se sont effondrés et que c'est l'ensemble du premier étage du bâtiment qui s'est effondré. Entre 200 et 300 personnes se trouvaient dans la salle à manger à cette heure. Selon un officier de police, de nombreux clients de l'établissement sont pris au piège à l'intérieur du Marriott en proie aux flammes, celui-ci menace de s'effondrer. Une grue a été acheminée sur place pour les évacuer.
Un journaliste d'Associated Press a de son côté raconté avoir vu beaucoup de personnes, y compris des étrangers, sortir en courant de l'hôtel, recouverts de sang pour certains.

## Bilan
Selon un bilan communiqué par la police, l'attentat a fait au moins 55 morts, dont 2 Américains, 1 Vietnamien et l'ambassadeur de la République tchèque au Pakistan, et 266 blessés.
De sources hospitalières on fait état de plusieurs étrangers figurant parmi les blessés, dont sept Allemands, quatre Britanniques, trois Danois, un Américain, un Saoudien, un Marocain, un Libyen, un Libanais, un Philippin et un Afghan. L'ambassade d'Arabie saoudite a indiqué que des membres d'équipage de la compagnie aérienne du royaume étaient portés disparus.
La télévision publique CT 24 annonce le 21 septembre que l'ambassadeur de la République tchèque au Pakistan, Ivo Žďárek, qui avait appelé au secours depuis l'hôtel peu après l'attentat, a été retrouvé mort.
Le conseiller du Premier ministre pour l'Intérieur Rehman Malik a assuré le 22 septembre que le président Asif Ali Zardari et le Premier ministre Youssouf Raza Gilani avaient prévu de dîner au Marriott samedi soir quand l'hôtel a été dévasté par l'attentat suicide. Le président de l'Assemblée nationale avait organisé un dîner au Marriott pour l'ensemble du gouvernement, le chef de l'État, le Premier ministre et les chefs de l'armée, a déclaré à la presse le conseiller. Ils avaient finalement changé d'avis et le dîner a eu lieu à la résidence du Premier ministre. Après cette révélation, la direction de l'hôtel Marriott dément que le président et le Premier ministre devaient dîner à l'hôtel.
| Nationalité     | Morts | Blessés | Total |
| --------------- | ----- | ------- | ----- |
| Pakistan        | 46    | 245     |       |
| Tchéquie        | 5     | 0       |       |
| États-Unis      | 2     | 1       |       |
| Viêt Nam        | 1     | 0       |       |
| Égypte          | 1     | 0       |       |
| Allemagne       | 0     | 7       |       |
| Royaume-Uni     | 0     | 4       |       |
| Danemark        | 0     | 3       |       |
| Arabie saoudite | 0     | 1       |       |
| Maroc           | 0     | 1       |       |
| Libye           | 0     | 1       |       |
| Liban           | 0     | 1       |       |
| Philippines     | 0     | 1       |       |
| Afghanistan     | 0     | 1       |       |
| Total           | 55    | 266     | 321   |

## Réactions
- France : « L'attentat qui a frappé aujourd'hui la capitale du Pakistan est un acte ignoble que la France condamne avec la plus grande vigueur », a déclaré samedi l'Élysée. Le président de la République exprime « ses condoléances aux familles des victimes et sa solidarité avec les autorités pakistanaises dans ce moment de deuil », ajoute l'Élysée. « La France entend approfondir sa coopération avec le Pakistan en matière de lutte contre le fléau du terrorisme », déclare encore le palais de l'Élysée, pour qui « les tragiques événements survenus aujourd'hui renforcent encore cette détermination »[7].

- États-Unis : « Les États-Unis condamnent avec force l'attentat terroriste » commis à Islamabad et « le président Bush présente ses sincères condoléances aux familles de tous ceux qui ont disparu dans ce brutal attentat », a déclaré Gordon Johndroe, un porte-parole de la Maison-Blanche. « C'est un rappel de la menace à laquelle nous faisons tous face. Les États-Unis seront aux côtés du gouvernement pakistanais démocratiquement élu pour répondre à ce défi », poursuit le communiqué.

- Pakistan : Asif Ali Zardari a condamné l'attentat expliquant devant le Parlement que « le pays doit éradiquer le terrorisme et l'extrémisme où qu'il soit et que chaque fois qu'ils frapperont le pays relèvera la tête ».

## Suites
Les Fedayin de l'Islam, en association avec les autres groupes Taliban pakistanais, ont commis ensuite plusieurs autres attaques de grande envergure dont un assaut sur un centre d'entraînement de la police à Lahore le 30 mars 2009 et l'attentat de l'hôtel Pearl Continental de Peshawar.
Qari Mohammad Zafar, le commandant opérationnel des Fedayin de l'Islam, recherché depuis 2002 pour d'autres attentats, a été tué par une frappe d'un drone de combat américain le 18 février 2010.
Qari Yasin, un responsable d'Al-Qaïda ayant planifié l'opération subit le même sort le 19 mars 2017.